# Mylothris ruandana
Mylothris ruandana is een vlindersoort uit de familie van de Pieridae (witjes), onderfamilie Pierinae.
Mylothris ruandana werd in 1909 beschreven door Strand.